# Patrimoni Cultural Immaterial de la Humanitat
El Patrimoni cultural immaterial o Patrimoni cultural intangible es un concepte de patrimoni cultural instituït internacionalment el 2003 per la UNESCO en la Convenció per a la salvaguarda del patrimoni cultural immaterial». Segons la Convenció per la Salvaguarda del patrimoni Cultural Immaterial (Convention for the Safeguarding of Intangible Cultural Heritage), el patrimoni cultural immaterial (PCI) és «el gresol de la nostra diversitat cultural i la seva conservació, una garantia de creativitat permanent». Hi ha un comitè, que es reuneix de forma regular, per inscriure els elements del patrimoni cultural immaterial des d'on són triats, segons rellevància.
El concepte va sorgir l'any 1990 com a contrapartida al Patrimoni de la Humanitat, que està centrat en aspectes essencials de la cultura. El 2001, la Unesco va fer una enquesta entre estats i ONGs per intentar fer-ne una definició, i va ser adoptada una Convenció el 2003 per a la seva protecció. Es defineix com «el conjunt de creacions basades en la tradició d'una comunitat cultural expressada per un grup o per individus i que responen a les expectatives d'una comunitat en la mesura en què reflecteixen la seva identitat cultural i social». Llengua, literatura, música i dansa, jocs i esports, tradicions culinàries, els rituals i mitologies, coneixements i usos relacionats amb l'univers, els coneixements tècnics relacionats amb l'artesania i els espais culturals es troben entre les moltes formes de patrimoni immaterial. El patrimoni immaterial és vist com un dipòsit de la diversitat cultural i l'expressió creativa, així com una força motriu per a les cultures vives. Com pot ser vulnerable a fenòmens de la globalització, la transformació social i la intolerància, la Unesco encoratja a les comunitats per identificar, documentar, protegir, promoure i revitalitzar aquest patrimoni.
Una conseqüència nociva de la consideració de les festes com a Patrimoni Cultural Immaterial de la Humanitat suposa una massificació de l'assistència turística que pot resultar no ser-hi sostenible.

## Als Països Catalans
Són Patrimoni Immaterial de la Humanitat als Països Catalans, per ordre d'antiguitat: el Misteri d'Elx, la Patum de Berga, el Tribunal de les Aigües, els castells, el Cant de la Sibil·la, la dieta mediterrània, les festes de la Mare de Déu de la Salut d'Algemesí, les festes del foc del Pirineu, les Falles de València, i les festes de l'Ós del Pirineu.

## Regions del Patrimoni immaterial de la Humanitat
- Patrimoni Immaterial de la Humanitat a Àfrica (no inclou els països dels Estats àrabs, ni les Illes Canàries, ni places de sobirania espanyoles).
- Patrimoni Immaterial de la Humanitat a Amèrica Llatina i el Carib.
- Patrimoni Immaterial de la Humanitat a Àsia i el Pacífic (no inclou els països dels Estats àrabs, ni Hawaii).
- Patrimoni Immaterial de la Humanitat als Estats àrabs (inclou, a més a més, una zona de Jerusalem proposada per Jordània).
- Patrimoni Immaterial de la Humanitat a Europa i Amèrica del Nord (no inclou Mèxic; Israel i Hawaii es troben en aquest grup).